# عائلة كبيرة (لغويات)

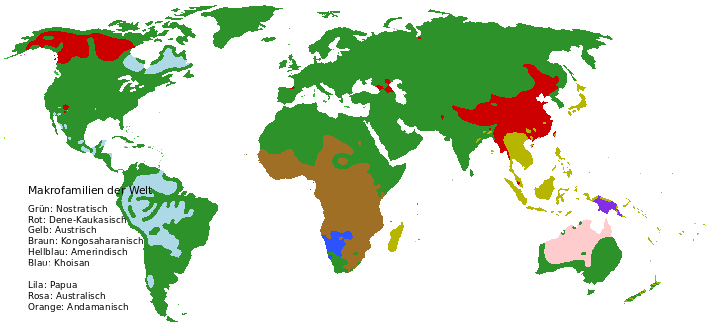

العائلة الكبيرة أو العائلة الضخمة، وتُسمى كذلك العائلة العليا والشعبة اللغوية هو مفهوم في اللغويات التاريخية عن علاقة نشوئية مقترحة تجمع مجموعة عائلات لغوية (أو لغات معزولة) في تصنيف أكبر. ومع ذلك، فإنّ لايلي كامبل يَعْتبر هذا المفهوم غير ضروري؛ إذ يُفضل مصطلح عائلة لغوية لتلك التصنيفات التي بينها انسجام أو تشابه، ومصطلح علاقة نشوئية بعيدة لتلك التصنيفات التي لا يجمعها انسجام وتشابه، أو يجمعها ذلك بشكل بسيط. ويعود ذلك إما بسبب قلة التوثيق والدراسة للغات المقوِّمة (المشكلة للعائلة الكبيرة)، أو بسبب الوقت الذي يعتقد كثير من اللغويون أنه سيكون كبيراً جداً لأجل إعادة بناء تلك العائلات اللغوية العليا.
وبأكثر ندرة، فإنَّ هذا المصطلح قد أُطلق بصورة استثنائية على عائلات لغوية كبيرة مثل اللغات الإفريقية الآسيوية التي تصنف على أنها ضمن عائلات كبيرة.
الأمثلة على العائلات اللغوية العليا تتدرج من اللغات التي صُنفت مؤخراً نسبياً، مثل عائلة لغات جي الكبيرة ولغات غوايسورو الكبيرة واللغات المايانية الكبيرة واللغات السووانية الكبيرة واللغات البنيوتية واللغات النا دينينية، أو اللغات الكونغوية الصحارية (النيجيرية الصحارية) إلى تلك الأقدم تصنيفا مثل اللغات الأوسترية والدينينية القوقازية والأوروآسيوية والنوستراتية والأورالية الألطية.